# Philip Ljung
Philip Ljung, född 12 november 1997, är en svensk fotbollsspelare. Hans far, Roger Ljung, är en före detta landslagsspelare i fotboll.

## Karriär
Ljungs moderklubb är Bjärreds IF. 2003 gick han till Landskrona BoIS. Ljung gjorde seriedebut den 15 oktober 2016 i en 5–0-vinst över FC Höllviken, där han blev inbytt i den 87:e minuten mot Måns Ekvall. I november 2017 förlängde Ljung sitt kontrakt i klubben med två år.
I januari 2019 värvades Ljung av Varbergs BoIS. I januari 2020 lånades han ut till Ängelholms FF. I januari 2021 värvades Ljung av Torns IF.